# Johann Gottfried Scheibel
Johann Gottfried Scheibel, född den 16 september 1783 i Breslau, död den 21 mars 1843 i Nürnberg, var en tysk luthersk teolog.
Scheibel hade som predikant och själasörjare en mycket inflytelserik ställning i Breslau. Han blev 1818 ordinarie professor vid universitetet i Breslau, men hade varit extra ordinarie sedan 1811. Dock fortsatte han i sitt ämbete som präst. Redan tidigt propagerade Scheibel i tal och skrift kraftfullt för en ortodoxt luthersk ståndpunkt mot den rationalism som vid denna tid rådde vid de preussiska universiteten.
Mest känd blev Scheibel som ledare för den lutherska rörelsen mot en union mellan den reformerta och den lutherska kyrkan, som förespråkades av den preussiska regeringen. Han var den egentlige upphovsmannen till den så kallade gammallutherska separationen från den förenade preussiska kyrkan. På grund av detta blev han 1830 avstängd från sitt prästämbete.
Sedan han även blivit avsatt som professor 1832 tvingades han lämna Breslau. Även senare blev han tvungen att flytta flera gånger. Många av Scheibels senare skrifter behandlar hans kamp mot den kyrkliga unionspolitiken. Viktigast av dessa är Aktenmässige geschichte der neuesten unternehmung einer union från 1834.